# Porkkanalaatikko

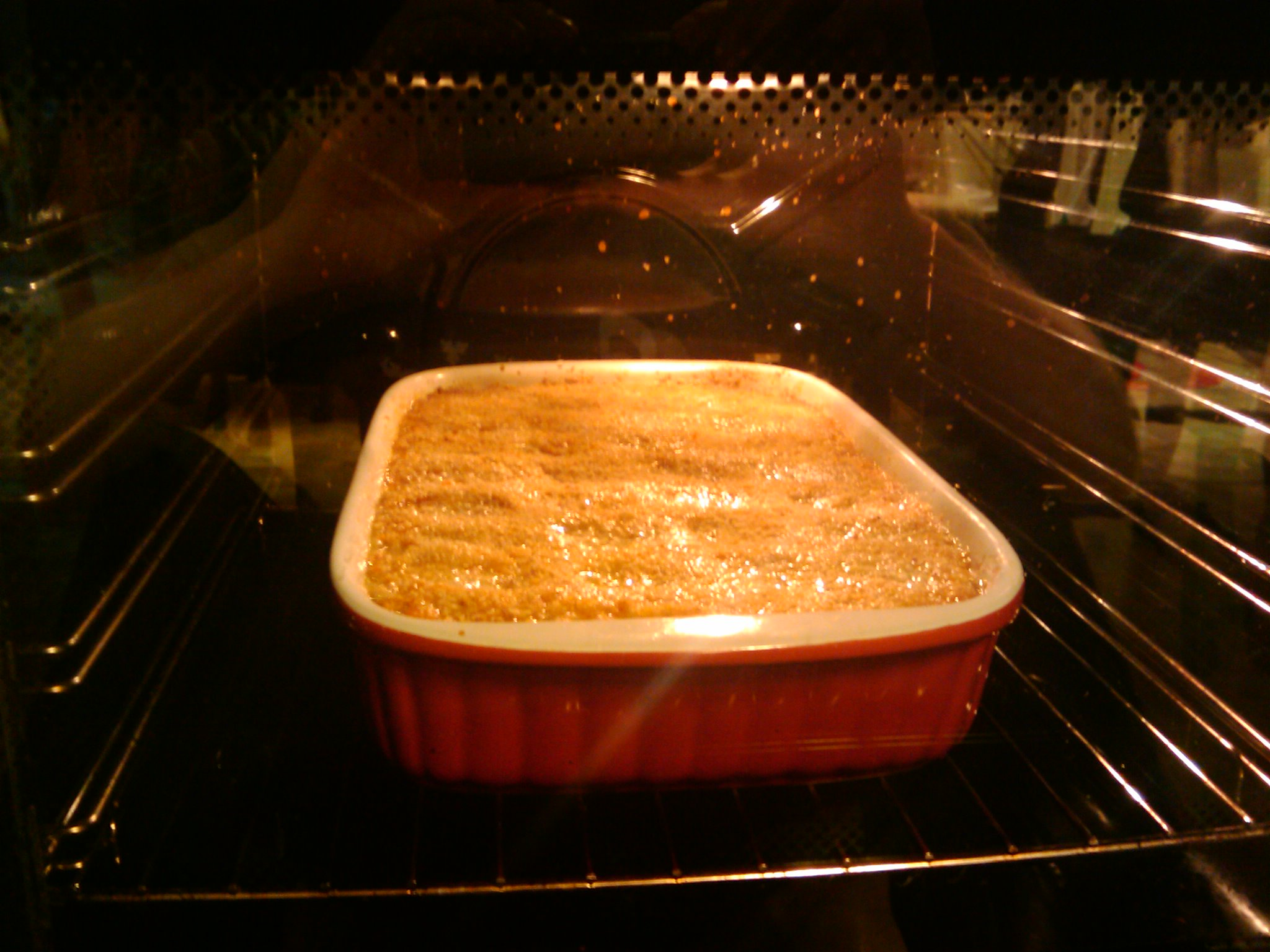
Porkkanalaatikko

El porkkanalaatikko (o, en suec, morotslåda, tots dos signifiquen pastís de pastanaga) és un plat tradicional finlandès que es menja principalment per Nadal.
L'ingredient principal és la pastanaga, que es barreja amb arròs bullit o ordi, i algun líquid (que pot ser crema de pastanaga, llet o crema). La mantega i els ous es poden barrejar en el puré, que també es pot aromatizar amb sucre, sal, pebre blanc i nou moscada ratllada. El puré es posa en un motlle i es cou al forn. No és necessari bullir les pastanagues abans de fornejar-les: es poden ratllar i barrejar crues amb els altres ingredients. També es ven en les botigues d'aliments finalandeses kanalaatikot de porc preparat, així com en parts de Suècia amb una gran població ètnicament finlandesa.
El plat sembla haver-se originat al segle xix.